# Киштибиш
Киштибиш (каз. Киштибиш) — озеро в Кызылжарском районе Северо-Казахстанской области Казахстана. Находится к северу от города Петропавловска около сёл Новопавловка и Пеньково.
По данным топографической съёмки 1940-х годов, площадь поверхности озера составляет 3,29 км². Наибольшая длина озера — 2,7 км, наибольшая ширина — 1,1 км. Длина береговой линии составляет 13,3 км, развитие береговой линии — 2,04. Озеро расположено на высоте 125 м над уровнем моря.
Когда пересыхает, разделяется на три небольших озера: Киштибаш 1-й, Киштибаш 2-й и Киштибаш 3-й.